# Chamaesaracha pallida
Chamaesaracha pallida är en potatisväxtart som beskrevs av Averett. Chamaesaracha pallida ingår i släktet Chamaesaracha och familjen potatisväxter. Inga underarter finns listade i Catalogue of Life.